# Hülsenanger
Hülsenanger ist ein Ortsteil im Stadtteil Katterbach in Bergisch Gladbach.

## Geschichte
Der Name Hülsenanger lehnt sich an eine Gewannenbezeichnung  an, die das Urkataster in der mundartlichen Form Hölzenfeld verzeichnet. Namengebend war die 1444 erwähnte Siedlung Hölzen, die laut Urkataster an der Kempener Straße auf der Höhe der heutigen Straße Hülsenanger gelegen hat.
Die Straße Hülsenanger und deren Bebauung entstand Anfang der 1960er Jahre auf freiem Feld.

## Etymologie
Das Bestimmungswort Hülse leitet sich vom mittelhochdeutschen huls und vom althochdeutschen hulis her. Dabei handelt es sich um ein Synonym für die Pflanzenart Stechpalme (Ilex). Das Grundwort anger wird häufig für Feld bedeutungsgleich verwendet. Es entspricht dem althochdeutschen angar und bezeichnet meistens einen eingezäunten Grasplatz in der Nähe einer Siedlung.